# Opel Olympia
L'Opel Olympia est une automobile compacte du constructeur allemand Opel, construite de 1935 à 1953. Le nom fut utilisé pour la première série type 13237 construite de 1935 à 1937, puis sur la 2e série type OL38 produite de 1938 à 1949 et sur la 3e série de 1950 à 1953. Le nom Olympia a été repris pour l'Opel Olympia Record produite de 1953 à 1957 et, dix ans plus tard, pour une version luxueuse de l'Opel Kadett B, nommée Olympia de 1967 à 1970.

## Première génération (1935-1937)
L'Opel Olympia a été présentée en février 1935 au Salon de l'automobile de Berlin. Le nom Olympia a été choisi en l'honneur des Jeux olympiques d'été de 1936 qui se sont tenus à Berlin du 1er au 16 août 1936. Le code usine du projet était 13237, qui fut le nom de la première génération des Olympia. Elle succède l'Opel 1.3 L et son lancement lors des Jeux Olympiques lui assure une forte publicité en Allemagne et à l'étranger, annonçant une belle réussite commerciale.

### Caractéristiques
L'Opel Olympia est la première voiture allemande de grande série à carrosserie monocoque en acier, mais aussi la voiture allemande de milieu de gamme ayant le meilleur style aérodynamique des années 1930. La carrosserie monocoque permettait d'abaisser le centre de gravité du véhicule et de diminuer son poids. Cela put alors compenser la trop faible puissance du moteur, l'ancien 4 cylindres qui équipait la 1.3 L, de 1 288 cm³, à soupapes latérales, qui arrivait péniblement à fournir 24 ch à 3 300 tr/min avec un couple de 70 Nm à seulement 1 600 tr/min. La vitesse maximale ne dépassait pas les 95 km/h.
La boîte de vitesses comportait, comme très souvent à l'époque, trois rapports. La suspension avant était à roues indépendantes selon le schéma Dubonnet, tandis que le traditionnel essieu rigide trônait à l'arrière. Le système de freinage était tout aussi classique, avec quatre tambours à commande mécanique.
Une mention particulière concerne la sécurité passive du modèle, avec une carrosserie entièrement soudée et thermoformée, et une cellule centrale indéformable. Cette voiture a ouvert la voie à ce type de conception améliorant la sécurité des passagers.
D'un point de vue esthétique, la carrosserie de la 1re génération d'Opel Olympia était reconnaissable avec sa face avant englobant les phares qui auparavant étaient fixés sur une barre transversale à travers le capot moteur. Sa ligne novatrice pour l'époque inspira quelques concurrents, dont Louis Renault, qui copia l'ensemble de la carrosserie deux ans plus tard pour sa Juvaquatre, au point qu'il fut accusé de plagiat par General Motors, propriétaire d'Opel.

### Carrière commerciale
La commercialisation de l'Opel Olympia démarra officiellement fin avril 1935. Au début, la voiture n'était disponible qu'en version berline découvrable. Ce n'est qu'à partir du mois de novembre 1935 que la version berline fermée à deux portes fit son apparition. Le retard semble dû à la mise au point des matrices d'emboutissage du toit de la voiture.
Malgré ce décalage, les ventes de cette première génération ont été très satisfaisantes durant les deux ans et demi de commercialisation, où 81 661 exemplaires ont été produits, quantité honorable pour l'époque.
Lors de la dernière année de production, la voiture a bénéficié de quelques améliorations mécaniques, comme la boîte de vitesses désormais à quatre rapports et la puissance du moteur portée à 26 ch. Le freinage mécanique a cédé la place à une commande hydraulique, et la voie avant a été légèrement réduite.
La production de cette première série Olympia fut arrêtée en fin d'année 1937.

## Deuxième génération (1938-1949)
La deuxième génération de l'Opel Olympia, type OL38, a été dévoilée en décembre 1937 et présentée officiellement en fevrier 1938 au Salon de l'automobile de Berlin, "OL38" signifiant Olympia 1938.

### Caractéristiques
Cette deuxième série, bien que conservant le même nom, est en fait un modèle nouveau reprenant le concept de l'Olympia 1re série de 1935. La carrosserie a subi un restylage complet dont le plus voyant est la face avant avec une calandre très arrondie, comportant six barrettes chromées horizontales. La gamme est complétée par une version berline 4 portes.
Techniquement, les nouveautés sont importantes, avec l'arrivée d'un nouveau moteur 4 cylindres en ligne de 1 488 cm³ avec soupapes en tête, une solution apparue sur l'Opel Super 6 l'année précédente. En réalité, ce moteur était directement dérivé de celui équipant la Super 6, dont on avait supprimé deux cylindres et diminué la course de 82 à 74 mm. Ce nouveau moteur développait une puissance maxi de 37 ch à 3 500 tr/min et un couple de 90 Nm à 2 000 tr/min. La boîte de vitesses était à 4 rapports, déjà montée sur les précédentes Olympia à partir de 1937. Le système de freins fut reconduit et l'empattement allongé de 6 cm.
Grâce à ce nouveau moteur, la nouvelle Olympia pouvait atteindre la vitesse de 105/110 km/h, avec une consommation moyenne de 10,5 litres aux 100 km.

### La période tourmentée à cheval sur la guerre
La deuxième série de l'Olympia fut mise en vente au prix de 2 675 DM pour la berline 2 portes, 2 950 DM pour la 4 portes et 2 750 DM pour la découvrable.
En 1939, la voiture reçoit quelques modifications mineures, mais en octobre 1940, en plein conflit mondial, la production qui avait atteint 87 214 exemplaires est brutalement interrompue. À la fin de la Seconde Guerre mondiale, le constructeur de Rüsselsheim doit faire l'inventaire des dommages subis par l'usine et commence à reconstruire ses ateliers détruits par les bombardements alliés de 1944. L’outillage des modèles Kadett et Olympia fut expédié en URSS au titre des dédommagements de guerre.
Après s'être lancé dans la production de réfrigérateurs et des camions Blitz, en décembre 1947 Opel peut reprendre la production de l'Olympia, version d'avant-guerre. Pour cette seconde phase de production, la gamme est réduite à la seule version 2 portes. La mécanique reste sans changement depuis 1938. La seule différence est l'empattement qui passe à 2 395 mm. Le prix de vente de la voiture est maintenant de 6 785 DM (juillet 1948). La dévaluation du DM aura été de 254 %.
La production de l'Olympia type OL38 (2e série) a été définitivement arrêtée en  décembre 1949, 25 952 exemplaires ayant été fabriqués après sa reprise en 1947.
Curiosité : pour la série d'avant-guerre, arrêtée en octobre 1940, deux exemplaires en cours d'assemblage ont été récupérés et terminés en 1943.

## Troisième génération (1950-1953)

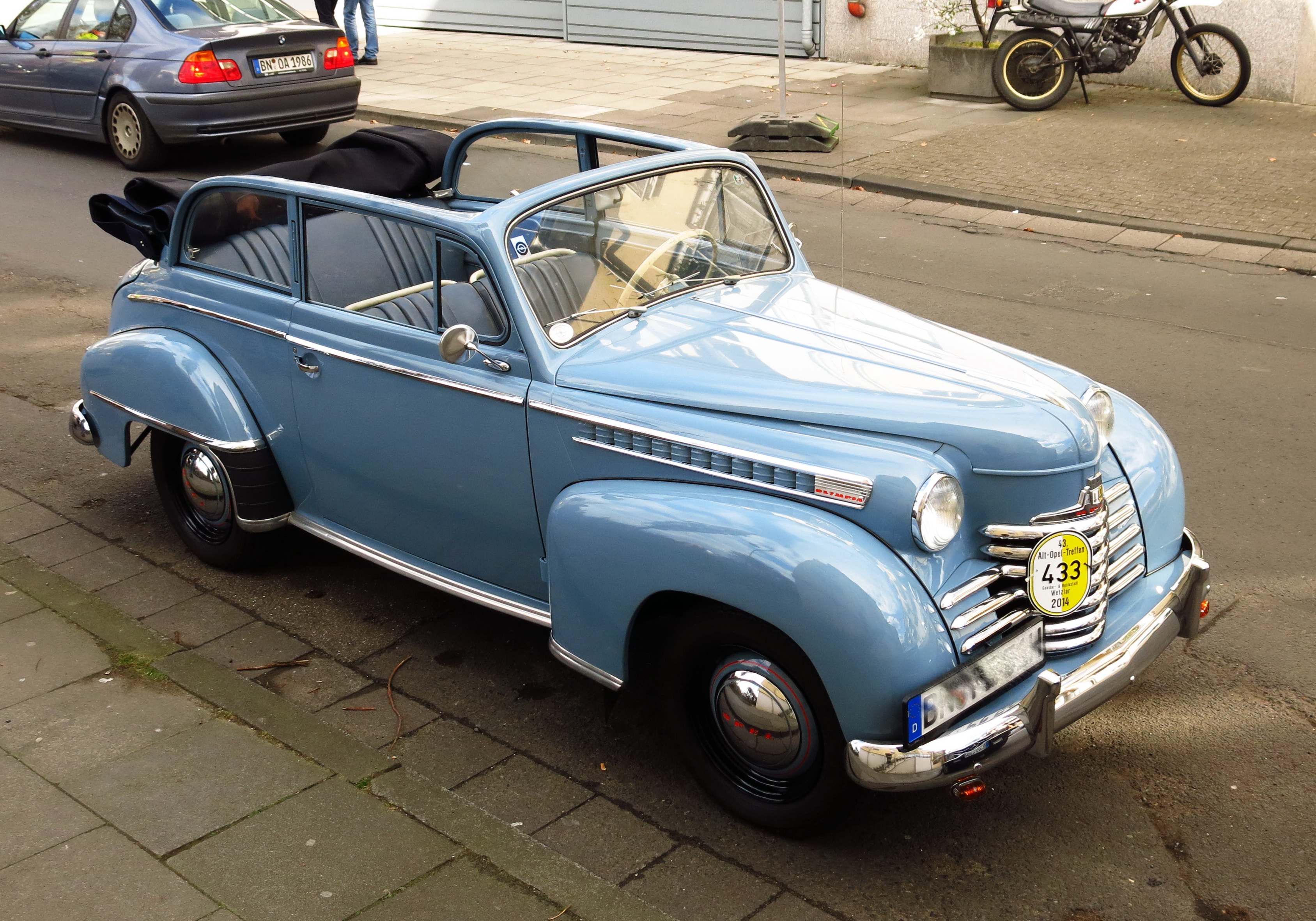
Opel Olympia découvrable.

La troisième génération de l'Opel Olympia, type 1950, a été présentée en janvier 1950 dès l'arrêt du modèle précédent. Cette nouvelle série reçoit une carrosserie remise à jour qui tranche avec toutes les séries précédentes dans un style très américain avec pas moins de sept larges barres chromées qui ornent la calandre et des pare-chocs massifs. Une épaisse baguette chromée courait le long des flancs sur toute la longueur du véhicule. L'arrière était également modifié, avec une malle plus saillante qui donnait un peu de volume supplémentaire au coffre.
On peut regretter que la partie mécanique soit restée sans changement, si ce n'est le retour à une boîte de vitesses à trois rapports, au lieu de quatre sur la deuxième série, dont seule la 3ème est synchronisée.

### Évolution du modèle

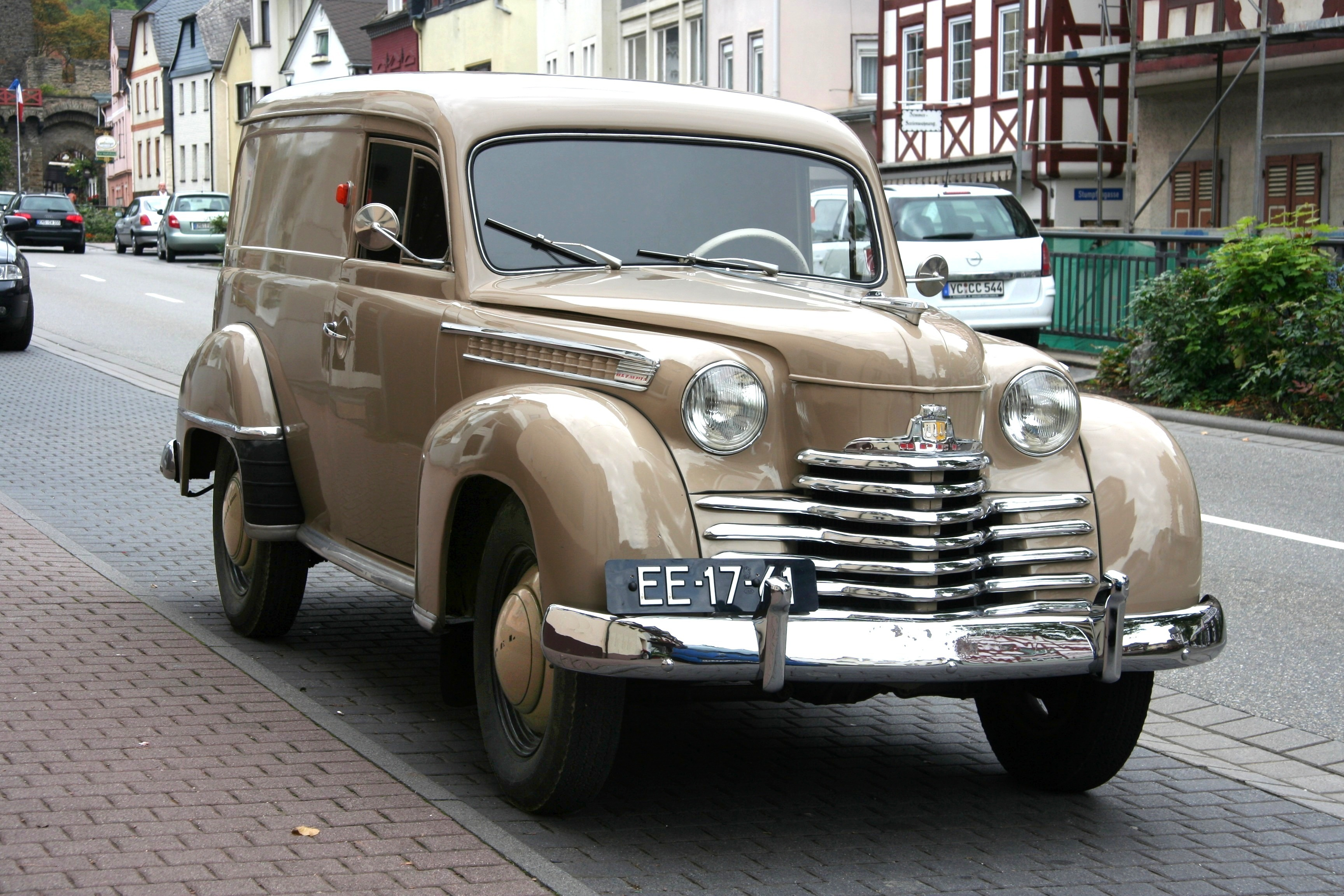
Une Opel Olympia fourgonnette

La gamme composant la troisième et dernière série Olympia comprenait la berline 2 portes fermée ou découvrable, et une nouveauté avec une variante fourgonnette.
Il faut attendre 1951 pour voir apparaître une légère mise à jour mécanique. La puissance maxi du moteur de l'Olympia passe de 37 à 39 ch, toujours à 3 500 tr/min. En 1952, un an avant l'arrêt de sa fabrication, un changement important est apporté à la suspension, avec l'adoption d'amortisseurs hydrauliques télescopiques à l'arrière.
La production de l'Opel Olympia est définitivement arrêtée en 1953. Cette dernière série a été produite à environ 130 000 exemplaires. Curieusement, si l'on connait parfaitement la production détaillée des deux premières séries, on a très peu de données sur celle-ci.
Il faut toutefois rappeler que l'Olympia a subi la concurrence de sa petite sœur, l'Opel Kadett dont les dimensions et l'esthétique étaient très proches.

## L'après Olympia
Avec l'arrêt de fabrication de la troisième série, Opel n'a pas délaissé le nom Olympia pour autant. Il fut repris pour désigner sa remplaçante, l'Olympia Rekord en 1953 dont les versions économiques ont été simplement nommées "Olympia". Avec la seconde série, le modèle fut baptisé Rekord.
Le nom Olympia fut à nouveau utilisé pour l'Olympia A en 1968, version de luxe de la Kadett B lancée en 1965.

## Mentions dans la culture populaire
- Au début de l'album d'Hergé Le Sceptre d'Ottokar paru en 1939, Tintin poursuit à moto des espions syldaves conduisant une Opel Olympia. C’est également dans une Opel Olympia que le professeur Tournesol a été enlevé dans les 7 Boules de Cristal[3]. C'était également la première voiture du même auteur.